# Fléville-devant-Nancy
Fléville-devant-Nancy é uma comuna francesa na região administrativa do Grande Leste, no departamento de Meurthe-et-Moselle. Estende-se por uma área de 7.40 km², e possui 2.238 habitantes, segundo o censo de 2018, com uma densidade de 300 hab/km².